# Braymer (Misuri)
Braymer es una ciudad ubicada en el condado de Caldwell en el estado estadounidense de Misuri. En el Censo de 2010 tenía una población de 878 habitantes y una densidad poblacional de 572,63 personas por km².

## Geografía
Braymer se encuentra ubicada en las coordenadas 39°35′25″N 93°47′47″O / 39.59028, -93.79639. Según la Oficina del Censo de los Estados Unidos, Braymer tiene una superficie total de 1.53 km², de la cual 1.53 km² corresponden a tierra firme y (0.17%) 0 km² es agua.

## Demografía
Según el censo de 2010, había 878 personas residiendo en Braymer. La densidad de población era de 572,63 hab./km². De los 878 habitantes, Braymer estaba compuesto por el 98.06% blancos, el 0% eran afroamericanos, el 0.11% eran amerindios, el 0.11% eran asiáticos, el 0% eran isleños del Pacífico, el 0% eran de otras razas y el 1.71% pertenecían a dos o más razas. Del total de la población el 0.23% eran hispanos o latinos de cualquier raza.